# Brigitte Schenk

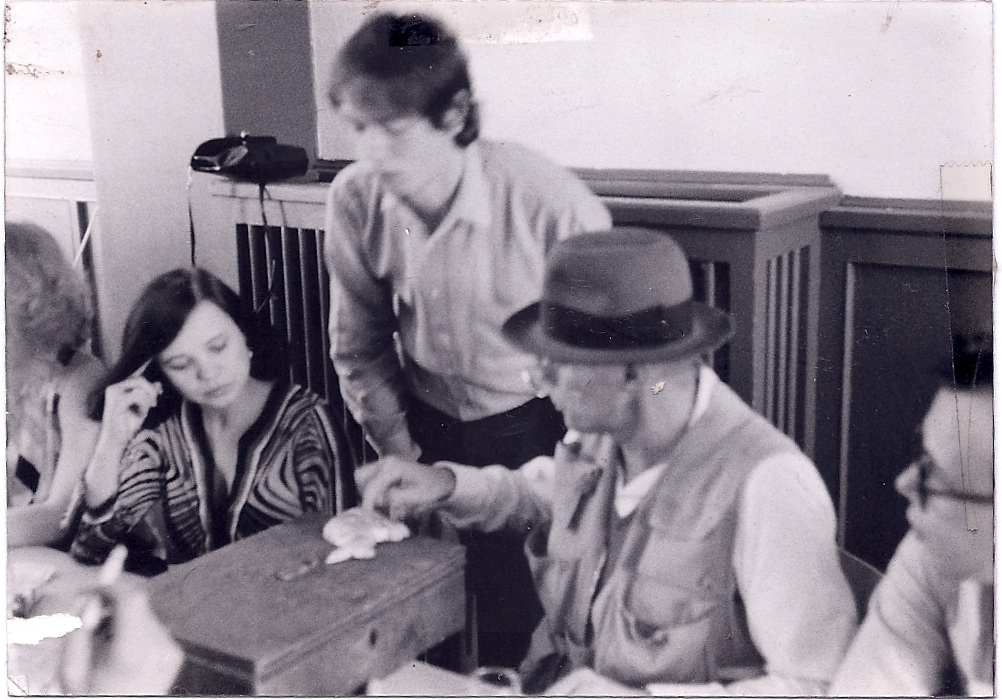
Brigitte Schenk (links), Joseph Beuys und Johannes Stüttgen. Das Foto zeigt das Ergebnis von Beuys’ Aufführung der Verschmelzung der Krone von Zar Iwan dem Schrecklichen in Form eines Hasen anlässlich der Documenta 7 in Kassel und des Projekts 7000 Eichen

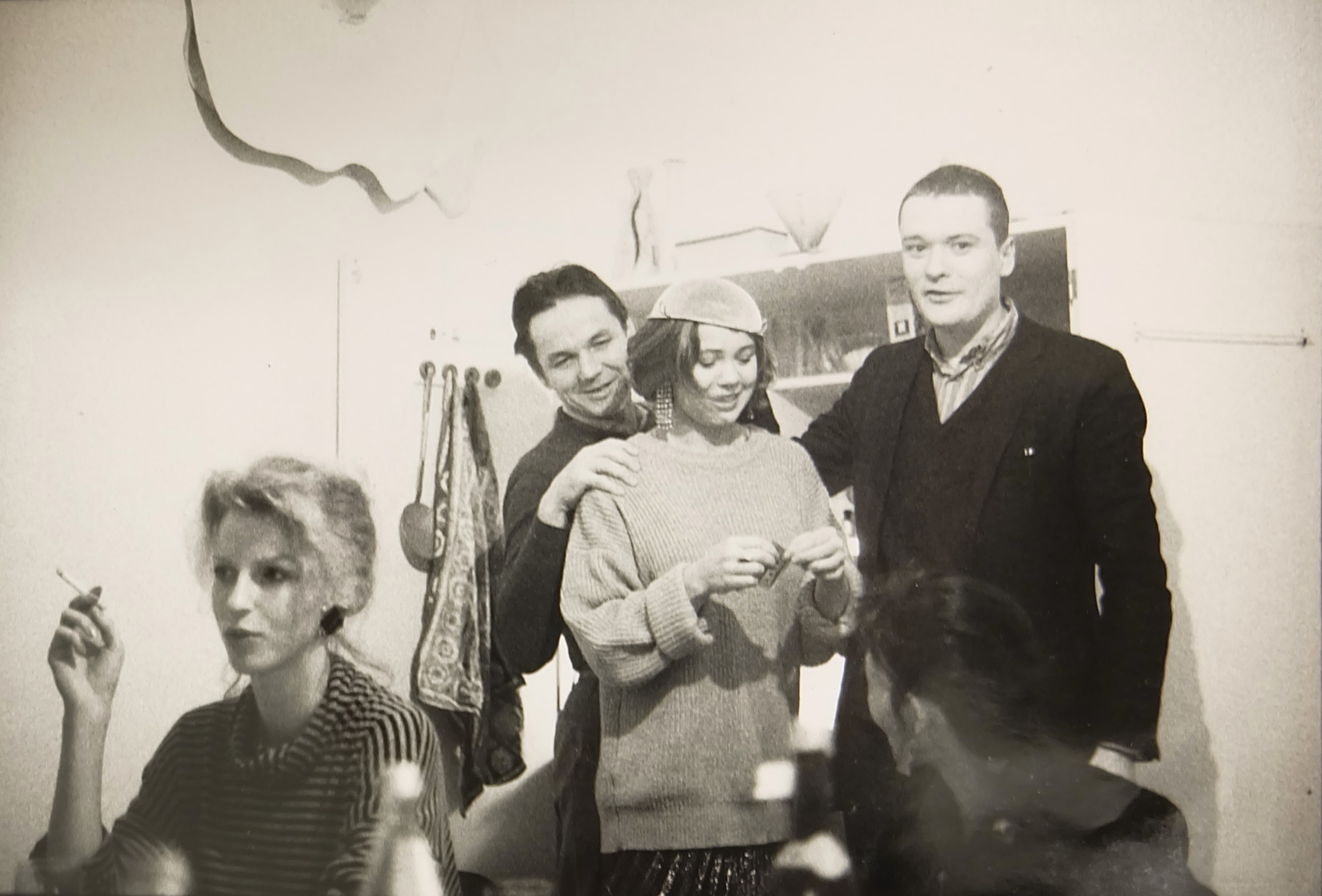
Von links nach rechts: Heike-Melba Fendel, Franz Dahlem, Brigitte Schenk, Günther Förg. Kunstmarkt, After Show Party (Köln, 1984)

Brigitte Schenk (* 20. April 1961) ist eine deutsche Galeristin und Kunsthändlerin. 1992 gründete sie die Galerie Brigitte Schenk in Köln.

## Leben und Karriere
Brigitte Schenk-Weitzdörfer studierte nach Abschluss einer klassischen Ballettausbildung Philosophie und Politik an der Universität zu Köln unter Ernst Vollrath. In den frühen 1980er Jahren ging sie nach New York. Dort wurde sie 1981 als Künstlerin von Keith Haring für seine Ausstellung im Mudd Club „entdeckt“, wo Haring damals als Kurator tätig war und noch weitgehend unbekannt in der Kunstwelt. In dem legendären Club wurden live performances gezeigt, New-Wave- und experimentelle Musik sowie literarische seccions mit Allen Ginsberg und William Burroughs oder „Laufstegausstellungen“ junger Fashion Designer wie Anna Sui oder Jasper Conran.
Schenk stellte damals unter dem Namen Miko Taka – nach der japanischen Schauspielerin an der Seite Marlon Brandos im Film „Sayonara“ benannt – tragbare Kunstwerke, wie Spiegeleikleider, Walking Telephones oder Spielkartenoutfits aus, zu denen sie sich von bekannten Gemälde inspirieren ließ, und die sie auch gerne selber in den Straßen New Yorks „spazieren führte“.
Von 1982 bis 1986 war Schenk Mitglied der von Joseph Beuys gegründeten FIU – der Freien Internationalen Universität. Während dieser Zeit war sie für das internationale Projekt 7000 Eichen tätig, welches 1982 auf der documenta 7 in Kassel ausgestellt wurde. Von 1984 bis 1988 arbeitete Schenk im deutschen Büro der Dia Art Foundation für seinen Gründer Heiner Friedrich und Leiter Franz Dahlem in Köln. Von 1988 bis 1992 war sie persönliche Assistentin des Künstlers A. R. Penck.
Seit der Gründung ihrer eigenen Galerie 1992 in Köln entwickelte sich das regelmäßige Galerieprogramm um Künstler wie Curtis Anderson, Klaus Fritze, Ilja und Emilia Kabakow, Marilyn Manson, Arnulf Rainer und Maria Zerres. Seit 1999 legt die Galerie ihren Schwerpunkt auf die Arbeit in der MENA-Region (Mittlerer Ostern und Nordafrika). Als eine Pionierin auf diesem Gebiet zeigt Schenk Künstler dieser Region regelmäßig auch in der eigenen Galerie. Künstler wie Tarek Al-Ghoussein aus Kuwait, Abdullah Al Saadi aus Sharjah und Halim Al Karim aus dem Irak haben sie die jeweiligen Pavillons auf der Biennale in Venedig 2011, 2013 und 2017 vertreten. Magdi Mostafa aus Kairo und Abdulnasser Gharem aus Saudi-Arabien werden seit 2017 von der Galerie vertreten.
Zusätzlich organisierte Schenk verschiedene Ausstellungen in der MENA-Region. Die Andy Warhol Tour durch Abu Dhabi, Dubai und Sharjah im Jahr 2002 war eine Ausstellung, die die Arbeit von Andy Warhol in dieser Region zum ersten Mal vorstellte. Ab 2005 nahm sie mehrmals an der Sharjah Biennale teil (2005 mit den Künstlern Rosemarie Trockel, Candida Höfer und Klaus Fritze, 2009 mit Doug Henders und 2011 mit Ilya und Emilia Kabakov). 2008 kuratierte Schenk die Ausstellung Focus Orient der Sammlung Thomas Walter mit orientalistischen Fotografien des 19. und frühen 20. Jahrhunderts im Sharjah Art Museum. 2011 kuratierte sie die Ausstellung The Lure of Beauty – „Fashion photography and Fashion illustration of the 20th Century from the Martin Fervers Collection.“
Gemeinsam mit Amira Gad von den Serpentine Galleries, London, kuratierte sie 2016 die Ausstellung von Maria Zerres und Angela Bulloch Considering Dynamics and the Forms of Chaos im Sharjah Art Museum. 2014 kuratierte sie gemeinsam mit Scheicha Hoor al-Qasimi eine umfangreiche Ausstellung Sinus Arabicus der Sammlung von Scheich Sultan bin Mohammed Al Qasimi, dem Emir von Sharjah sowie Arbeiten aus der Sammlung der Sharjah Art Foundation in Köln. 2018 kuratierte Schenk gemeinsam mit Amira Gad von den Serpentine Galleries, London, die Ausstellung Subversive Forma of Social Sculpture mit Heimo Zobernig und Abdulnasser Gharem im Sharjah Art Museum.